# Dwane Casey
Dwane Casey (ur. 17 kwietnia 1957 w Indianapolis) – amerykański trener koszykarski.
11 czerwca 2018 objął stanowisko głównego trenera Detroit Pistons i pełnil je do 2023.

## Osiągnięcia
NCAA
- Mistrz NCAA (1978)[3]
- Zwycięzca turnieju NIT (1976)[4]

Trenerskie
- Mistrz NBA jako asystent trenera (2011)[5]
- Wicemistrz NBA jako asystent trenera (1996)[5]
- Trener:
  - roku NBA (2018)[6]
  - miesiąca konferencji wschodniej NBA (grudzień 2013, listopad 2014)[7]
  - reprezentacji Japonii podczas mistrzostw świata w 1998 roku (14. miejsce)[8]